# Lei Jun
En aquest nom xinès, el cognom és Léi (雷).
Lei Jun (xinès: 雷军, 雷軍, Léi Jūn; Pronunciació del mandarí: [lěi̯ tɕu̯ə́n]; nascut el 16 de desembre de 1969) és un empresari xinès i fundador de Xiaomi Inc.
El 2014, va ser nomenat empresari de l'any per Forbes. Al juliol de 2015, Forbes va classificar a Lei Jun el número 87 a la seva llista de multimilionaris globals amb un valor personal de 13.200 milions de dòlars. El juny de 2016, Forbes va qualificar el patrimoni net de Lei Jun en $9,8 mil milions.

## Biografia
Lei va néixer el 16 de desembre de 1969 a Xiantao, Hubei, Xina. El 1987, es va graduar a la Mianyang Middle School i va començar a assistir a la Universitat de Wuhan, on va completar tots els crèdits dins dels dos anys i es va graduar amb una llicenciatura en informàtica. També va començar la seva primera empresa durant el seu últim any a la universitat.
El 1992, Lei es va unir a Kingsoft com a enginyer, es va convertir en el CEO de la companyia el 1998 i el va conduir cap a la sortida a borsa. El 20 de desembre de 2007, per "motius de salut", va dimitir com a president i conseller delegat de Kingsoft. El 2011, es va unir a Kingsoft com a president. L'any 2000, Lei també va fundar Joyo.com, una llibreria en línia, que finalment es va vendre per 75 milions de dòlars a Amazon.com al 2004.
Després de renunciar a Kingsoft, Lei va passar a ser conegut com a inversor angèlic prolífic a la Xina i va invertir en més de vint empreses, incloent Vancl.com, UCWeb i la plataforma social YY. El 2008 es va convertir en president de UCWeb. Continua invertint en empreses del comerç electrònic, xarxes socials i indústries mòbils a través de Shunwei Capital (xinès: 顺为资本), una societat d'inversió que va ser soci fundador. El 2013, Lei Jun va ser nomenat delegat del Congrés Nacional Popular.
Està casat i té dos fills.

### Xiaomi
El 6 d'abril de 2010, Lei Jun va fundar Xiaomi Inc, una empresa tecnològica que fabrica telèfons intel·ligents, aplicacions mòbils i altres aparells electrònics de consum. Els seus cofundadors inclouen a Lin Bin, vicepresident de l'Institut d'Enginyeria de Google Xina; Dr Zhou Guangping, director sènior del Centre d'Investigació i Desenvolupament de Motorola de Pequín; Liu De, Cap de Departament de Disseny Industrial de la Universitat de Ciència i Tecnologia de Pequín; Li Wanqiang, director general del diccionari Kingsoft; Wong Kong-Kat, director de desenvolupament principal; i Hong Feng, Senior Product Manager de Google Xina.
La companyia ha creat una cartera diversa de productes, des de telèfons, tauletes, televisors, enrutadors, bancs d'energia i auriculars, fins a purificadors d'aire i aigua, fins i tot robots aspiradors i scooters. A la fi de 2014, Xiaomi havia recaptat més de mil milions de dòlars i es valorava en 45 mil milions de dòlars.
Lei Jun i la seva empresa Xiaomi Inc ja han invertit en més de 70 empreses emergents i planeja invertir en més per tal d'ajudar a expandir Xiaomi Inc i fer créixer exponencialment el seu ecosistema.

## Reconeixement
Les activitats comercials de Lei Jun han estat reconegudes a través de múltiples premis a la indústria. El 1999, el 2000 i el 2002 va ser nomenat Top 10 IT Figure a la Xina. Va ser seleccionat per China Central Television com un dels deu principals líders empresarials de l'any 2012. El 2013 va ser nomenat un dels 11 empresaris més poderosos d'Àsia per Fortune així com el premi al més destacat empresari per l'estil masculí BAZAAR. El 2014, va ser nomenat empresari de l'any per Forbes. El 2015,va esdevenir la quarta persona més rica de la Xina amb un patrimoni net de $13200 milions. El 1998, va ser nomenat professor honorífic a la Universitat de Wuhan, el seu alma mater, on també hi ha una beca en nom seu.